# کو گوتو
کو گوتو (انگلیسی: Kou Gotou؛ زادهٔ ۱۲ آوریل ۱۹۹۶) بازیکن فوتبال است.
از باشگاه‌هایی که در آن بازی کرده‌است می‌توان به باشگاه فوتبال آرژانتینوس جونیورز اشاره کرد.